# Fistball

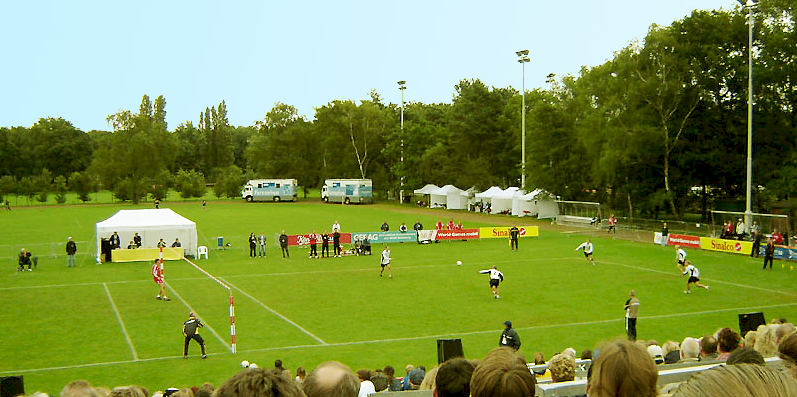
Una fase di un incontro di Fistball durante i Giochi mondiali di Duisburg 2005

Il fistball o faustball è uno sport sferistico di squadra, simile alla pallavolo. Dal 1985 è disciplina ufficiale dei Giochi mondiali.

## Storia
L'origine sembra risalire a un gioco, praticato dai Romani, che Plauto definiva follis pugilatorius. In Italia giochi simili all'attuale fistball erano praticati dal Cinquecento. Nel 1893 fu stabilito un primo regolamento in Germania e difatti l'attuale fistball è stato diffuso nel mondo dai tedeschi; questo sport ha similitudini con pallavolo e pallapugno: infatti in Italia è gestito dalla federazione di pallapugno ossia FIPAP dal 2022 poiché taluni storici ritengono che questa disciplina sia una variante tedesca dell'italiana pallapugno.
Nel 1960 si costituì la federazione internazionale e nel 1968 si svolse il primo campionato mondiale che attualmente si disputa ogni 4 anni per donne e uomini; il fistball è un gioco del programma dei World Games. In Italia la pratica del fistball si diffuse dopo la seconda guerra mondiale e la Federazione Italiana Fistball s'è costituita nel 2005.

## Regolamento
Le squadre sono di 5 giocatori attivi in campo e altri 3 pronti a sostituirli: i ruoli dei giocatori sono determinati quindi ogni giocatore mantiene una sua posizione nel campo di gioco. Un incontro consiste in partite, set, o in un preciso lasso di tempo: normalmente gli incontri più importanti sono al meglio delle 3 partite; per vincere una partita si devono totalizzare 20 punti ma con un vantaggio sulla squadra avversa di 2 punti altrimenti si continua a giocare sin quando una squadra ha 2 punti di vantaggio o totalizza 25 punti anche dal punteggio di 24-24; dopo ogni partita le squadre invertono posizione di metà campo. Il pallone, a volo o dopo un solo rimbalzo, può essere battuto o toccato, con un pugno o braccio soltanto, una volta dal giocatore per massimo 3 volte. Il campo ha forma rettangolare: lungo 50 m e largo 20 m; lo spazio libero, per le corse dei giocatori, da linee laterali e di fondo è rispettivamente di 6 m e 8 m; la rete ossia nastro divisorio è a 2 m d'altezza ed è largo 6 cm: a 3 m dal nastro stanno parallele le linee per il servizio, a destra e sinistra; se necessario un giocatore può allungare il braccio oltre il nastro o anche entrare nel campo degli avversari ma è fallo se giocatore o pallone toccano il nastro. Il servizio può essere eseguito da ogni giocatore, dietro la linea apposita, anche saltando ma in questo caso il pallone deve atterrare entro la linea di servizio degli avversari: il servizio spetta a chi perde il punto precedentemente giocato. Il pallone è sferico e ha circonferenza di 68 cm, peso di 380 g, pressione di 0,75 bar; l'incontro è diretto da 1 arbitro assistito da 2 giudici di linea e 1 segnapunti.